# Peperomia myrtifolia
Peperomia myrtifolia là một loài thực vật có hoa trong họ Hồ tiêu. Loài này được (Vahl) A. Dietr. miêu tả khoa học đầu tiên năm 1831.